# Abertis
Abertis Infraestructuras, SA, és una corporació catalana dedicada a les infraestructures de comunicació i transport. El grup, que cotitza a la borsa, controla directament o indirecta una seixantena d'empreses.

## Història
Abertis va ser fundada el 2003 arran de la fusió de les empreses Acesa i Áurea. El 2006 adquiririen Sanef, una concessionària francesa d'autopistes, i intentarien comprar Autostrade, mitjançant una OPA hostil.
El 2007 van adquirir l'hòlding d'aeroports DCA. Un any després comprarien progressivament participacions d'Hispasat, fins a tenir-ne un 57,05% el 2013. El 2009 van començar un procés de compra d'autopistes a Espanya i Xile, i posteriorment el 2011 a Puerto Rico i el 2012 a Brasil.
El 2018, Atlantia i el Grupo ACS prengueren el control de la concessionària espanyola després d'una OPA per a absorbir el capital en mans dels accionistes minoritaris. Arran d'aquesta operació, Abertis deixà de cotitzar al mercat de valors espanyol després d'haver-hi cotitzat durant setze anys, des de la seva constitució.

## Línies de negoci

### Autopistes
Als Països Catalans, Abertis controla diversos operadors d'autopistes com Acesa, Aucat, Invicat, Túnels i Aumar. També controla algunes empreses d'autopistes de Brasil, França, Espanya, Argentina, Colòmbia, Puerto Rico, Estats Units, Regne Unit i Xile.

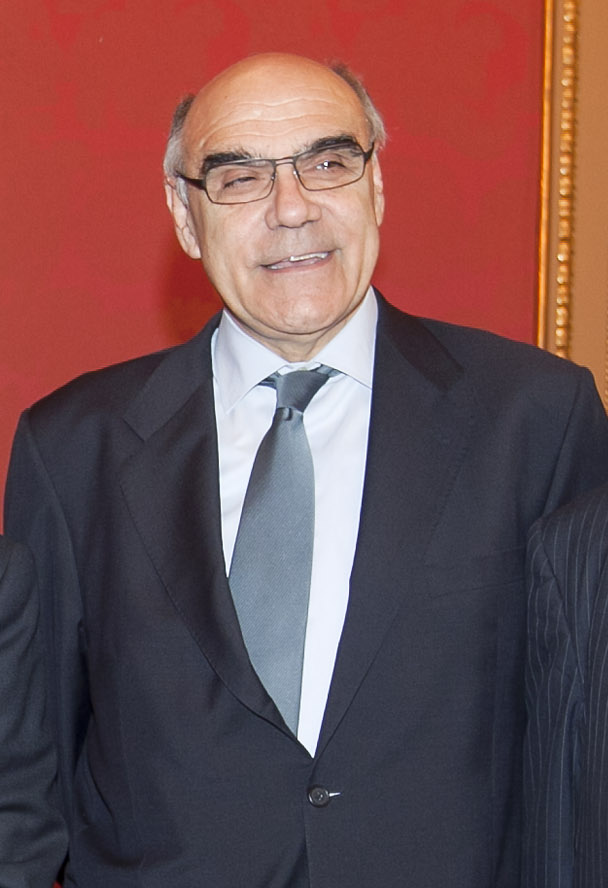
Salvador Alemany i Mas, president d'Abertis

| Concessionari              | País                            | Autopistes |
| -------------------------- | ------------------------------- | --- |
| Acesa                      | Catalunya-País Valencià-Espanya | AP-2, AP-7 |
| Aucat                      | Catalunya                       | C-32 |
| Aumar                      | Catalunya-País Valencià-Espanya | AP-4, AP-7 |
| Autema                     | Catalunya                       | C-16 |
| A'liénor                   | Occitània                       | A-65 |
| Alis                       | França                          | A-28 |
| APR                        | Puerto Rico                     | Pont Teodoro Moscoso |
| Arteris                    | Brasil                          | Autovias, Centrovias, Intervias, Vianorte, Autopista Litorial Sul, Autopista Planalto Sul, Autopista Fluminense, Autopista Fernao Dias, Autopista Regis Bittencourt |
| Ausol                      | Argentina                       | Autopista Panamericana, Autopista General Paz |
| Autopista Central          | Xile                            | |
| Autopista Los Andes        | Xile                            | |
| Autopista Los Libertadores | Xile                            | |
| Autopista del Sol          | Xile                            | |
| Avasa                      | Espanya                         | AP-68 |
| Coviandes                  | Colòmbia                        | |
| Iberpistas                 | Espanya                         | AP-6, AP-51, AP-61 |
| Invicat                    | Catalunya                       | C-32 |
| GCO                        | Argentina                       | |
| Gesa                       | Xile                            | |
| Metropistas                | Puerto Rico                     | PR-22, PR-5 |
| Rutas del Pacífico         | Xile                            | |
| Sanef                      | França                          | A1, A2, A4, A16, A26 |
| Sapn                       | França                          | A13, A14, A29 |
| Túnels                     | Catalunya                       | Túnel del Cadí, Túnel de Vallvidrera |

### Telecomunicacions
La companyia presta diversos serveis de telecomunicacions (com ara la difusió a Catalunya, Illes Balears, País Valencià i la resta d'Espanya del senyal de la Televisió Digital Terrestre) a través de la filial Cellnex Telecom, nom adoptat per Abertis Telecom l'1 d'abril de 2015, que inclou les empreses Retevisión i Tradia.
El Grup Abertis compta amb participacions de control a diverses societats de gestió de telecomunicacions: Hispasat, amb un 57%, i Cellnex Telecom, antiga Abertis Telecom, que va sortir a Borsa el maig de 2015.

## Facturació i Beneficis
Facturació i beneficis des de 2013. Resultats en milions d'euros:
| Any        | 2013  | 2014  |
| ---------- | ----- | ----- |
| Facturació | 4,568 | 4,889 |
| Beneficis  | 617   | 655   |